# Ousmane Coulibaly
Ousmane Coulibaly (Paris, 9 de julho de 1989) é um futebolista profissional malinês que atua como defensor.

## Carreira
Ousmane Coulibaly representou o elenco da Seleção Malinesa de Futebol no Campeonato Africano das Nações de 2017.

## Títulos
Mali
- Campeonato Africano das Nações: 2013 - 2º Lugar